# Parque Nacional de Kerinci Seblat
O Parque Nacional de Kerinci Seblat é um parque nacional localizado em Sumatra, Indonésia. É o maior parque da Indonésia com uma área toral de 13.750 km², em quatro províncias: Sumatra Ocidental, Jambi, Bengkulu e Sumatra do Sul. Junto com os parques nacionais de Bukit Barisan Selatan e Gunung Leuser formam um "Patrimônio Mundial", o "Património das florestas tropicais ombrófilas de Sumatra".